# جيف كوبر
جيف كوبر (بالإنجليزية: Jeff Cooper)‏ هو كاتب ومؤلف وضابط وصحفي أمريكي، ولد في 10 مايو 1920 في لوس أنجلوس في الولايات المتحدة، وتوفي في 25 سبتمبر 2006 في باولدن في الولايات المتحدة.